# Haliplus obliquus
Haliplus obliquus är en skalbaggsart som först beskrevs av Fabricius 1787.  Haliplus obliquus ingår i släktet Haliplus, och familjen vattentrampare. Arten är reproducerande i Sverige.

## Bildgalleri

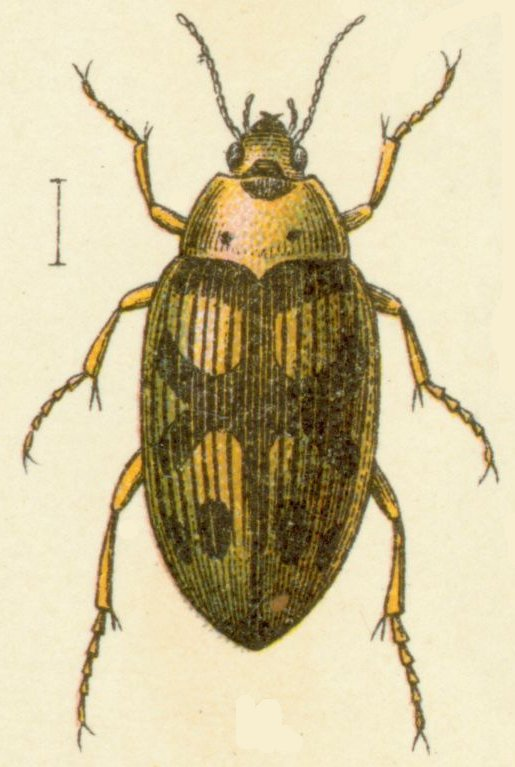